# Międzynarodowa Federacja Tenisowa
Międzynarodowa Federacja Tenisowa (ang. International Tennis Federation, ITF)  – organizacja przewodząca rozgrywkom tenisowym na świecie, skupia dwieście dwie narodowe organizacje.
Została utworzona pod nazwą International Lawn Tennis Federation (ILTF) przez dwanaście narodowych stowarzyszeń tenisowych 1 marca 1913 roku w Paryżu. Od 1924 roku zaczęła oficjalnie kontrolować przebieg rozgrywek tenisowych na całym świecie wydając „Przepisy tenisa ITLF”. Na skutek wybuchu II wojny światowej siedzibę organizacji przeniesiono do Londynu. W 1977 roku z uwagi na malejący udział kortów trawiastych w rozgrywkach tenisowych z nazwy organizacji usunięto wyraz Lawn. 
Obok promocji i wsparcia organizacyjnego dla turniejów Wielkiego Szlema, ITF zajmuje się przede wszystkim organizacją trzech ważnych imprez tenisowych: Pucharu Davisa dla mężczyzn, Pucharu Federacji dla kobiet oraz Pucharu Hopmana dla par mieszanych. ITF prowadzi również cykl rozgrywek dla niżej notowanych graczy pod nazwą ITF Men's Circuit i ITF Women’s Circuit. Umożliwiają one młodym zawodnikom rozwój umiejętności, nabycie doświadczenia oraz zdobycie punktów rankingowych wymaganych do startu w prestiżowych rozgrywkach zarządzanych przez ATP i WTA.
O efektach swojej działalności ITF informuje w roczniku „ITF Year”.